# Dasythorax draudti
Dasythorax draudti är en fjärilsart som beskrevs av Ludwig Osthelder 1933. Dasythorax draudti ingår i släktet Dasythorax, och familjen nattflyn. Inga underarter finns listade i Catalogue of Life.